# Kotlina Katmandu
Kotlina Katmandu (nep.: काठमाडौँ उपत्यका, trb.: Kathmadaun Upatjaka, trl.: Kāṭhmāḍauṁ Upatyakā; ang.: Kathmandu Valley) – kotlina śródgórska położona w Nepalu na wysokości 1300–1500 m n.p.m. Leży ona u podnóża Himalajów i ma kształt zbliżony do koła o średnicy około 20 km. Leżą w niej 3 duże miasta: Patan, Bhaktapur i stolica państwa – Katmandu. Kotlina została wpisana w 1979 roku na Listę światowego dziedzictwa UNESCO z kryteriami III, IV i VI.

## Miejscowości w Kotlinie Katmandu
- Badhikhel
- Balaju – okręg przemysłowy
- Bandegaon
- Banepa
- Bhaktapur
- Bhotichaur
- Bode
- Bramhakhel
- Bungamati
- Chapagaon
- Chisopani
- Chobar
- Chowki Bhanjyang
- Chule
- Dhulikhel
- Godavari
- Gwatala
- Halchok
- Harisiddhi
- Jaukhel
- Katmandu – stolica Nepalu
- Kattike
- Khokna
- Kirtipur – siedziba Tribuvan University
- Lele
- Machhegaon
- Mulkarkha
- Nagadesh – ze świątynią Ganesh Mandir
- Nagaon
- Nagarjun
- Nagarkot
- Naikap
- Nala
- Panauti
- Panga
- Patan (Lalitpur)
- Pikhel
- Sanga
- Sankhu
- Sunakothi
- Talku
- Thankot
- Tharkot
- Thecho
- Thimi (Madhyapur Thimi)